# Tambu (álbum de Toto)
Tambu es el noveno álbum de estudio de Toto, publicado en mayo de 1995. Se vendieron 600 000 discos en todo el mundo, siendo bien recibido en Europa y Asia. Fue el primer álbum de estudio de Toto en el que intervino el baterista Simon Phillips, sustituyendo a Jeff Porcaro, fallecido en 1992. El sencillo I Will Remember es una canción dedicada a este, llegando a situarse en el puesto 64 de las listas de Inglaterra.

## Tambu World Tour
El Tambu World Tour es una gira mundial que realizó Toto, para promocionar el álbum "Tambu", entre el 20 de mayo de 1995 y el 17 de noviembre de 1997, durante la cual viajaron por Europa (108 conciertos), Asia (15 conciertos), Sudamérica (5 conciertos) y África (5 conciertos).

## Canciones
| Versión Internacional |                                     |                                                                       |          |  |
| N.º                   | Título                              | Escritor(es)                                                          | Duración |  |
| 1.                    | «Gift Of Faith»                     | Steve Lukather, David Paich, Stan Lynch                               | 7:25     |  |
| 2.                    | «I Will Remember»                   | Steve Lukather, Stan Lynch                                            | 6:06     |  |
| 3.                    | «Slipped Away»                      | Steve Lukather, David Paich, Simon Phillips, Mike Porcaro, Stan Lynch | 5:16     |  |
| 4.                    | «If You Belong To Me»               | Steve Lukather, David Paich, Stan Lynch                               | 5:03     |  |
| 5.                    | «Baby He's Your Man»                | Steve Lukather, David Paich, Siedah Garret                            | 5:40     |  |
| 6.                    | «The Other End of Time»             | Steve Lukather, Randy Goodrum                                         | 5:04     |  |
| 7.                    | «The Turning Point»                 | Steve Lukather, David Paich, Simon Phillips, Mike Porcaro, Stan Lynch | 5:25     |  |
| 8.                    | «Time Is The Enemy»                 | Steve Lukather, David Paich, Fee Waybiil                              | 5:40     |  |
| 9.                    | «Drag Him To The Roof»              | Steve Lukather, David Paich, Stan Lynch                               | 6:10     |  |
| 10.                   | «Just Can't Get To You»             | Steve Lukather, David Paich, Glen Ballard                             | 5:03     |  |
| 11.                   | «Dave's Gone Skiing (Instrumental)» | Steve Lukather, Simon Phillips, Mike Porcaro                          | 4:59     |  |
| 12.                   | «The Road Goes On»                  | Steve Lukather, David Paich, Glen Ballard                             | 4:27     |  |
| 1:06:1                |                                     |                                                                       |          |  |

| Bonus Track japonés y canadiense |            |                                                   |          |  |
| N.º                              | Título     | Escritor(es)                                      | Duración |  |
| 13.                              | «Blackeye» | Steve Lukather, David Paich, Jenny Douglas Mc-Rae | 3:42     |  |
| 1:10:10                          |            |                                                   |          |  |

## Posición en las listas

### Álbum
| Lista de éxitos (1995) | Mejor posición |
| ---------------------- | -------------- |
| Japanese Albums Chart  | 24             |
| Finnish Albums Chart   | 6              |
| Swedish Albums Chart   | 5              |
| Norwegian Albums Chart | 6              |
| Swiss Albums Chart     | 22             |
| German Albums Chart    | 36             |
| Dutch Albums Chart     | 9              |

### Sencillos
I Will Remember
| Lista de éxitos       | Mejor posición |
| --------------------- | -------------- |
| UK Singles Chart      | 64             |
| German Singles Charts | 82             |
| MegaCharts            | 2              |

The Turning Point
| Lista de éxitos   | Mejor posición |
| ----------------- | -------------- |
| Billboard Hot 100 | 15             |

The Other End of Time
| Lista de éxitos | Mejor posición |
| --------------- | -------------- |
| ARIA Charts     | 69             |

If You Belong To Me
| Lista de éxitos  | Mejor posición |
| ---------------- | -------------- |
| UK Singles Chart | 60             |

Drag Him To The Roof
| Lista de éxitos  | Mejor posición |
| ---------------- | -------------- |
| UK Singles Chart | 28             |

## Componentes de la banda
- Steve Lukather "Guitarra, Voz Principal (Pistas 1-10 y 12)"
- David Paich "Teclados, Co-Voz Principal en "Drag Him To The Roof"
- Mike Porcaro "Bajo y Teclados Adicionales en "The Turning Point"
- Simon Phillips "Batería y Teclados Adicionales en "The Turning Point"
- Jenny Douglas - McRae  "Coros, y Voz Principal en (Pistas 5, 7 y 13)"
- John James "Coros, y Voz Principal en "Drag Him To The Roof"